# Le Sablon (Indre-et-Loire)
Le Sablon est une ancienne commune d'Indre-et-Loire, annexée en 1823 à Chaveignes.

## Démographie
| 1793 | 1800 | 1806 | 1821 | 1823 |
| ---- | ---- | ---- | ---- | ---- |
| 276  | 234  | 295  | 264  | -    |